# Gammel Hasseris
Gammel Hasseris er et kvarter i Aalborg fem kilometer sydvest for Aalborg Centrum. Kvarteret udgør den sydlige del af Hasseris og grænser i syd op til Skalborg.
Gammel Hasseris er primært et boligkvarter, i kvarteret findes mange bynære familieboliger og Gammel Hasseris Skole. Lokalområdet har en beboerforening: Gammel Hasseris Landsbyforening.
I Hasseris Enge er etableret en del nyudstykninger. 